# Niki Chow
 (mai 2012).
Si vous disposez d'ouvrages ou d'articles de référence ou si vous connaissez des sites web de qualité traitant du thème abordé ici, merci de compléter l'article en donnant les références utiles à sa vérifiabilité et en les liant à la section « Notes et références ».
Niki Chow, née le 30 août 1979, est une actrice et chanteuse hongkongaise.

## Biographie
Sa famille est originaire de Shanghai, mais elle est née à Hong Kong.
Elle parle couramment cantonais, mandarin, anglais, japonais et langue locale de Shanghai (Wu). Elle maîtrise également plusieurs danses chinoises.
Niki Chow est la petite sœur du mannequin Kathy Chow. Tout comme elle, elle était à ses débuts mannequin mais en 2001 elle est repérée par Joe Ma et devient actrice. Elle devient célèbre grâce au film Dummy Mommy Without A Baby, pour lequel elle est nommée dans la catégorie meilleure actrice aux Hong Kong Film Awards. En 2005, elle signe chez BMA et sort son premier album de musique cantopop.

## Filmographie

### Au cinéma
- 2001 : Feel 100% II
- 2001 : Fighting for Love
- 2001 : Mindy Horror Hotline...Big Head Monster
- 2001 : Dummy Mommy Without a Baby
- 2002 : New Blood
- 2003 : Diva - Ah Hey
- 2003 : My Dream Girl
- 2003 : Good Times, Bed Times
- 2003 : Naked Ambition
- 2004 : Love Battlefield
- 2006 : My Name Is Fame
- 2006 : Heavenly Mission
- 2011 : Summer Love
- 2017 : Chasing the Dragon  : May
- 2018 : Les Sentinelles du Pacifique (Air Strike) de Xiao Feng : la jeune patriote
- 2020 : Enter the Fat Dragon

### À la télévision
- 2018 : Another Era (série télévisée)

## Distinctions
Sauf indication contraire, les informations mentionnées dans cette section peuvent être confirmées par la base de données cinématographiques IMDb,  présente dans la section « Liens externes ».

### Récompenses
- 2018 : Huading Award de la meilleure performance par une actrice dans une série télévisée contemporaine pour Another Era

### Sélections
- 2002 : Hong Kong Film Award du meilleur débutant pour Dummy Mommy Without a Baby